# 이상하고 아름다운
《이상하고 아름다운》은 매주 월요일 허니비 작가가 연재했던 네이버 웹툰이다

## 등장 인물

### 주요 인물
신지안
신이안
은백
청원
가휘
가홍
은요

### 도깨비 왕자
은백
첫째 왕자
막내 가홍이에게 신부를 찾아오라고 명령한 왕자. 금색 머리카락을 뒤로 묶고 있고 항상 웃는 것을 보아 겉으로 보이는 첫인상은 좋은 편이다. 신부를 찾는 신물인 거울의 주인. 서쪽영토를 다스리고 있다.
청원
둘째 왕자
파란머리를 가지고 있고 '이상하고 아름다운'의 남자 주인공이다. 넷째 왕자인 '가홍'의 말로는 왕자들 중에 가장 성격이 잔혹하고 무섭다고 한다. 신부의 신통력을 증폭시켜주는 팔찌의 주인이다. 동쪽영토를 다스리고 있다.
가휘
셋째 왕자
무당 딸 리현이로 둔갑해 있던 왕자. 검은 머리에 붉은 눈이다. 왼쪽 앞머리로 눈을 가리고 있으며 정체가 탄로난 후 지안이에게 '여장변태'라는 소리를 듣게 된다. 북쪽영토를 다스리고 있다.
가홍
넷째 왕자
은백과 함께있던 여자에게 '멍청하다'라는 평을 받았다. 붉은 색 머리를 뒤로 땋은 일명 꽁지머리를 하고 있으며 심부름으로 신부를 찾아오려던 도중 그냥 다 데려온다. 지안이에게 가짜 신부 행세를 하라고 하지만 둘째 형의 영토임을 알고 기척을 숨기는 망토를 준 뒤 도망간다. 남쪽영토를 다스리고 있다.
은요
네 명의 왕자들, 첫째왕자 은백보다도 빨리 태어난 첫째이지만 여자, 쌍둥이라는 이유로 배척받으며 살아왔다. 복수를 위해 가휘를 이용하고 있으며 신통력은 없지만 어머니 설은이 준 까마귀 깃털로 힘을 발휘한다.